# Nieuwegein
| Mapa | Bandeira da Cidade |
| ---- | ------------------ |
|      |                    |

Nieuwegein é uma cidade neerlandesa, localizada na província de Utreque, aproximadamente 7 km ao sul da cidade de Utreque.
A cidade foi criada em 1º de Julho de 1971, pela união das municipalidades de Jutphaas e Vreeswijk.

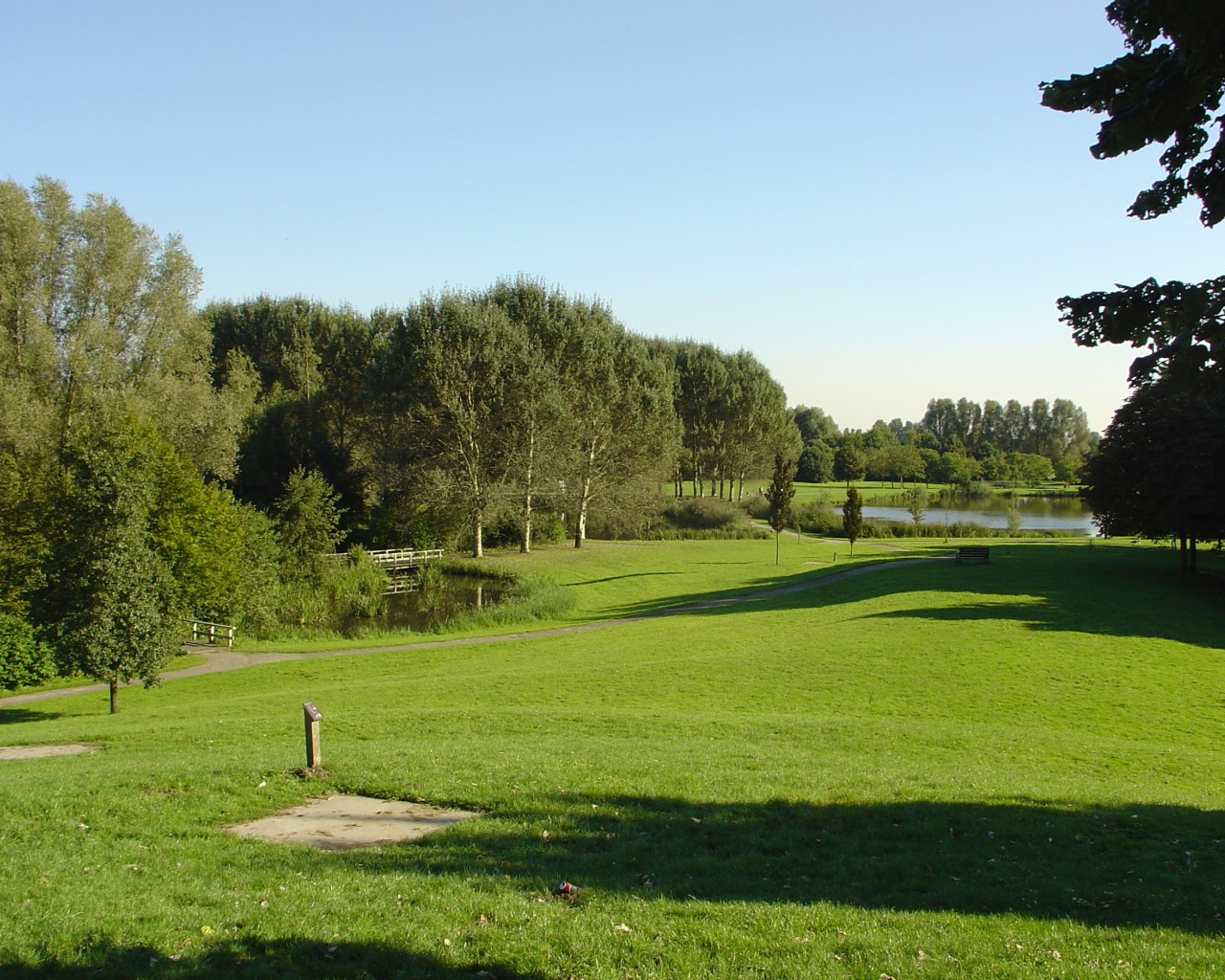
Foto do Parque Oudegein, em Nieuwegein